# 90000 (număr)
90000 (nouăzeci de mii) este numărul natural care urmează după 89999 și precede pe 90001 într-un șir crescător de numere naturale.

## În matematică
90000:
- Este un număr par.[1][2]
- Este un număr compus.[3]
- Este un număr abundent.[4][5]
- Este un număr Harshad.[6][7]
- Este un număr odios.[8][9]
- Este un număr rotund.[10][11]
- Este un pătrat (90000 = 3002).
- Este suma cuburilor primilor 24 de întregi pozitivi.[12]

## În știință

### În astronomie
- 90000 este un asteroid din centura principală.